# Lupsanu
Lupșanu là một xã thuộc hạt Călărași, România. Dân số thời điểm năm 2002 là 3849 người.